# Calvin Harrison
Calvin Harrison, född 20 januari 1974, är en amerikansk friidrottare, tvillingbror till den mer kände Alvin Harrison. Harrisonbröderna blev det första tvillingparet att vinna OS-guld samtidigt när de ingick i det amerikanska guldlaget på 4 x 400 meter i olympiska sommarspelen 2000.
2004 blev Alvin Harrison avstängd från att tävla efter att ha genomgått ett dopingtest. IAAF beslutade 2004 att stafettguldet från 2000 skulle fråntas USA och istället tilldelas Nigeria till följd av Harrisons dopning men detta beslut annullerades 2005 av idrottens skiljedomstol CAS. När det sedan framgick att även Antonio Pettigrew varit dopad så ströks guldmedaljen från OS 2000. Även Calvin har gjort sig skyldig till dopningsbrott, 2003 vid de amerikanska mästerskapen. Detta medförde att han stängdes av i två år och missade OS 2004.